# 안산시장
안산시장은 경기도 안산시의 시장이다.

## 반월지구출장소장
- 홍영기(洪瑛基)
- 지헌정(池憲晶)
- 전창선(全昌善)

## 역대 시장
| 대수 | 이름   | 임기                             | 비고                 |
| ---- | ------ | -------------------------------- | -------------------- |
| 초대 | 전창선 | 1986년 1월 1일~1988년 2월 10일   |                      |
| 2대  | 정의진 | 1988년 2월 11일~1988년 6월 4일   |                      |
| 3대  | 이상용 | 1988년 6월 5일~1989년 12월 26일  |                      |
| 4대  | 이수영 | 1989년 12월 27일~1992년 1월 22일 |                      |
| 5대  | 조건호 | 1992년 1월 23일~1993년 1월 17일  |                      |
| 6대  | 김태수 | 1993년 1월 18일~1994년 10월 1일  |                      |
| 7대  | 최순식 | 1994년 10월 2일~1995년 6월 30일  | 관선 마지막 안산시장 |
| 8대  | 송진섭 | 1995년 7월 1일~1998년 6월 30일   | 민선1기              |
| 9대  | 박성규 | 1998년 7월 1일~2002년 6월 30일   | 민선2기              |
| 10대 | 송진섭 | 2002년 7월 1일~2006년 6월 30일   | 민선3기              |
| 11대 | 박주원 | 2006년 7월 1일~2010년 6월 30일   | 민선4기              |
| 12대 | 김철민 | 2010년 7월 1일~2014년 6월 30일   | 민선5기              |
| 13대 | 제종길 | 2014년 7월 1일~2018년 6월 30일   | 민선6기              |
| 14대 | 윤화섭 | 2018년 7월 1일~2022년 6월 30일   | 민선7기              |
| 15대 | 이민근 | 2022년 7월 1일~                  | 민선8기              |

## 같이 보기
- 안산시장 선거